# 호의관계
호의관계(好意關係)란 대한민국 민법의 개념으로 법적으로 구속받으려는 의사 없이 행하여진 생활관계를 말한다. 호의관계는 법률관계와 구별되는 생활관계로 원칙적으로 법률문제가 생기지는 않는다. 호의관계에 수반하여 손해가 발생하는 경우, 법률문제화될 수 있으며 이때 그 손해를 누가 부담하는냐가 법적 쟁점이 된다. 호의관계에서는 의사표시 해석의 기준, 무상계약에서의 책임 경감의 법리, 과실상계의 법리 등이 유추 적용될 수 있다.

## 예
호의로 자동차를 무료로 태워주고 가다가 과실로 사고가 나 탄 사람에게 상해 혹은 사망이 발생하는 경우를 들 수 있다. 호의관계는 그 급부를 이행하지 않는다고 하여 상대방에게 급부청구권이 인정되지 않고 따라서 그것을 강제적으로 실현시킬 수 없다는 점에서 법률관계와 구별된다. 무상급부라 하여 항상 호의관계로 되는 것은 아니다.

## 관련판례
- 95다24302
- 91다40993

## 참고 문헌
- 이상태, 《물권법》 법원사, 2009. ISBN 9788991512429

## 같이 보기
- 민법
- 법률관계
- 호의동승